# Калеб, Никша
Никша Калеб (хорв. Nikša Kaleb; род. 9 марта 1973, Меткович) — хорватский гандболист, игравший на позиции левого крайнего. Олимпийский чемпион 2004 года, чемпион мира 2003 года.

## Карьера

### Клубная
За свою карьеру играл в двух хорватских клубах: «Джамбо» из Метковича (ныне просто «Меткович») и «Загреб». Является воспитанником «Джамбо», в его составе выигрывал Кубок Хорватии в 2000 и 2001 годах, Кубок ЕГФ в 2000 году, в 2001 году стал финалистом Кубка ЕГФ. С 2004 по 2008 годы защищал цвета «Загреба», в составе которого с 2005 по 2008 годы становился неизменным чемпионом страны и обладателем Кубка. Завершил карьеру в конце 2008 года.

### В сборной
В сборной сыграл 79 игр. Стал чемпионом мира в 2003 году и чемпионом Олимпийских игр в 2004 году, причём в Афинах он играл на уколах. На его счету также серебро чемпионата мира 2005 года и серебро чемпионата Европы 2008 года. В 2004 году как олимпийский чемпион был награждён медалью Франьо Бучара.

## Интересные факты
- Во время четвертьфинального поединка на Олимпиаде 2004 года против хозяев турнира Никша забил один из лучших на Олимпиаде голов: сначала он подпрыгнул, развернувшись спиной к вратарю, затем обманным движением опустил руку с мячом вниз, а после этого резко выбросил руку вверх и бросил мяч прямо в ворота[2].
- Участвовал в третьем сезоне хорватской версии шоу «Танцы со звёздами».
- Увлечением Никшы является дайвинг: с его участием на телеканалах Хорватского телевидения вышли несколько документальных фильмов о подводном мире.